# Ahern-Gletscher
Der Ahern-Gletscher ist ein kleiner Gletscher, der von den Churchill Mountains in östlicher Richtung zwischen Mount Lindley und Mount Hoskins zum Starshot-Gletscher fließt. 
Benannt wurde er von Teilnehmern der New Zealand Geological Survey Antarctic Expedition (1964–1965), welche die Holyoake Range, Cobham Range und die Queen Elizabeth Range im Transantarktischen Gebirge untersuchten. Namensgeber ist Brian Richard Ahern, neuseeländischer Zimmermann auf der Scott Base und Expeditionsmitglied.